# Коленкор (переплёт)

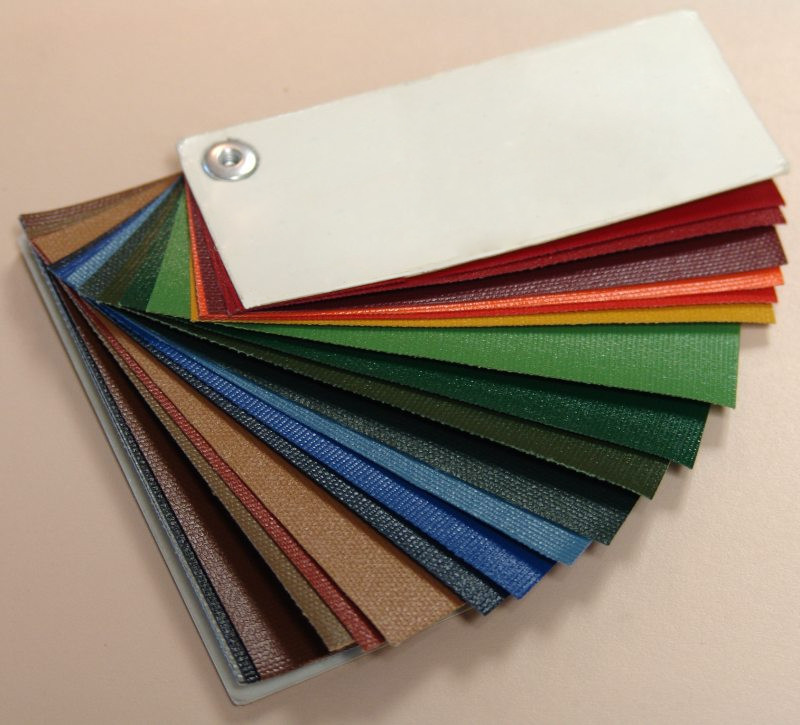
Коленкор

Коленкор (от названия ткани коленкор) — переплётный материал на тканевой основе со специальным покровным слоем.
Обычно изготавливается из неокрашенной или предварительно окрашенной хлопчатобумажной ткани (миткаля) путём нанесения крахмально-каолинового слоя с пигментом (аппретирования). Этот слой скрадывает фактуру ткани, придаёт ей жёсткость и лоск, делает поверхность более восприимчивой к тиснению фольгой и печати трафаретными и переплётными красками.
До распространения водостойких лаков клей для переплётных работ мог проникать на лицевую сторону покрытой коленкором переплётной крышки; из-за этого и вследствие невысокой прочности на таком переплёте быстро появляются трещины.
Появившийся в конце XIX века коленкоровый переплёт типа «Модерн» имеет покровный слой из латекса, который существенно более прочен на излом и водостоек.
Сейчас водостойкость и прочность на истирание дополнительно повышают, покрывая коленкор прозрачным слоем нитроцеллюлозного лака.